# 香港上海大酒店
香港上海大酒店有限公司（英語：The Hongkong and Shanghai Hotels, Limited）是一家在香港交易所上市的酒店公司。主要業務是酒店投資管理服務、物業投資及發展、經營餐廳、會所管理等。

## 历史

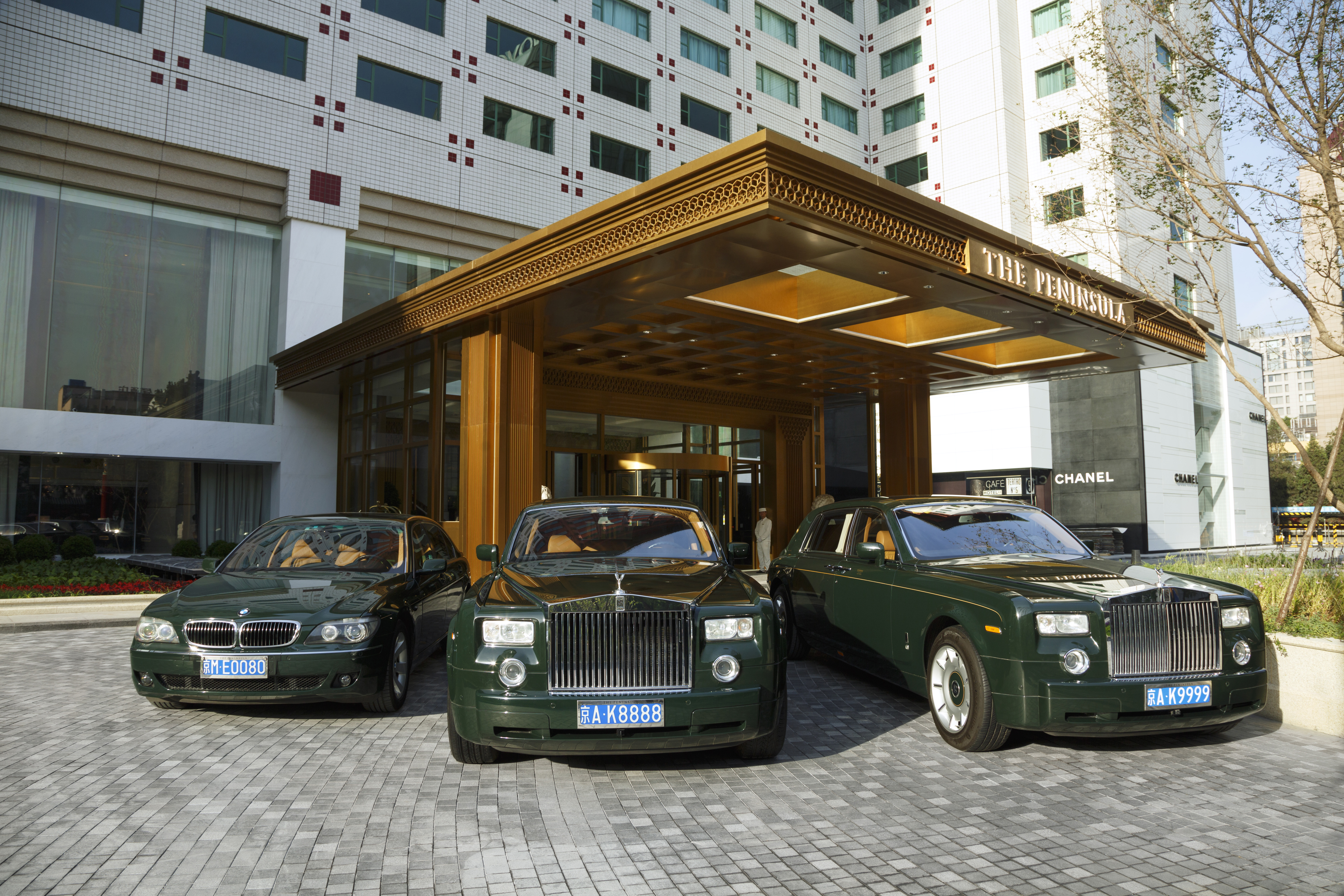
北京王府半島酒店

於1866年3月2日創辦香港大酒店有限公司，旗下的香港大酒店於1890年代開始由猶太人嘉道理家族持有，1922年合併上海大酒店並於翌年使用現名香港上海大酒店。旗下的半島酒店集團，在世界各地管理多家豪華酒店，包括香港尖沙咀半島酒店。
公司在香港註冊，董事局主席為米高·嘉道理。持股53.82％
2009年1月20日香港上海大酒店向卡塔爾投資局購入法國巴黎Majestic酒店項目的20%股權，總代價1.5億歐元，相當於約15.36億港元，並將該酒店重新發展為巴黎半島酒店，總代價包括以1億歐元（約10.24億港元）買入20%股權，及5,000萬歐元（約5.12億港元）翻新成本，並擁有30年管理權。
2013年4月18日，大酒店與祐瑪戰略控股有限公司就有關緬甸仰光的酒店發展建議項目訂立無約束力的框架協議。據協議，大酒店已同意認購將與祐瑪及其指定聯屬公司成立的合營企業佔70%的大部分權益，以共同重新發展該樓宇為半島酒店。

## 旗下酒店
亞洲
- 香港半島酒店（1928年）
- 馬尼拉半島酒店（1976年）
- 北京王府半岛酒店（1989年）
- 曼谷半島酒店（1998年）
- 東京半島酒店（2007年）
- 上海半島酒店（2009年）

北美洲
- 紐約半島酒店（1988年）
- 比華利山半島酒店（1991年）
- 芝加哥半島酒店（2001年）

歐洲
- 巴黎半島酒店（2014年）
- 倫敦半島酒店（2023年）
- 伊斯坦堡半島酒店（2023年）

## 其他業務
- 淺水灣影灣園（總樓面面積：住宅995,546平方呎／商場62,909平方呎）
- 凌霄閣（總樓面面積：116,768平方呎）
- 聖約翰大廈（總樓面面積：71,400平方呎）
- 胡志明市The Landmark：70%（總樓面面積：寫字樓106,153平方呎／住宅69,750平方呎）
- 半島辦公大樓（總樓面面積：75,082平方呎）
- 鶉園高爾夫球及鄉村俱樂部
- 泰國鄉村俱樂部：75%
- 半島商品有限公司
- 大班洗衣
- 山頂纜車
- 太古坊Butterfield's私人會所（地址﹕香港英皇道979號太古坊多盛大廈2至4樓）
- 香港會所
- 半島商品
- 法國巴黎克勒貝爾大街21號（總樓面面積：43,163平方呎）
- 英國倫敦1-5 Grosvenor Place：100%（總樓面面積：246,192平方呎）

## 外部連結
- 香港上海大酒店有限公司（英） （页面存档备份，存于）
- 香港上海大酒店有限公司（繁中） （页面存档备份，存于）
- 香港上海大酒店有限公司 基本資料（中文版）雅虎財經
- HKEX.COM.HK 香港上海大酒店有限公司年報 2005年大事記